# Nicholas Brathwaite
Nicholas Brathwaite (* 8. Juli 1925 auf Carriacou; † 28. Oktober 2016 in St. George’s) war Premierminister von Grenada von 1983 bis 1984 und von 1990 bis 1995.

## Leben und Beruf
Er wurde 1925 auf der Insel Carriacou geboren und besuchte dort die Mount Pleasant Government School und anschließend die Grenada Boys Secondary School. Er studierte am Teacher’s Training College in Trinidad und an der University of the West Indies in Mona in Jamaika.
In den Jahren zwischen 1945 und 1974 war Brathwaite als Lehrer tätig, mit Ausnahme der Jahre 1951 bis 1957, als er in einer Raffinerie in Curaçao arbeitete. Er begann als Grundschullehrer und stieg dann zum Rektor der Grundschule auf. Im Anschluss wurde er Tutor am    
Grenada Teacher’s College und 1968 Direktor. Von 1969 bis 1974 war er Chief Education Officer und leitete dann als Regionaldirektor das Commonwealth Youth Programme.

## Öffentliche Ämter
Nach der Invasion der Vereinigten Staaten wurde Brathwaite 1983 von Generalgouverneur Paul Scoon zum Leiter einer Interimsregierung ernannt. Nach den Wahlen 1984 wurde Herbert Blaize Premierminister und Brathwaite diente der Regierung bis 1986 als Berater. 1989 wurde er zum Vorsitzenden des National Democratic Congress gewählt. Bei der von der NDC gewonnenen Parlamentswahl von 1990 wurde er Abgeordneter von Carriacou. Am 16. März 1990 wurde er Premierminister. Er trat am 1. Juni 1995 zurück, kurz vor den Parlamentswahlen, die seine Partei verlor.